# Windows Mixed Reality
Windows Mixed Reality (с англ. — «Смешанная реальность Windows») — платформа смешанной реальности, представленная как часть операционной системы Windows 10, которая обеспечивает голографический опыт и смешанной реальности с совместимыми шлемами. Ранее имела название Windows Holographic.
Его флагманское устройство, Microsoft HoloLens, было анонсировано на пресс-конференции «Windows 10: The Next Chapter» 21 января 2015 года. Оно создает смешанную реальность, где представление физических элементов реального мира сопряжено с виртуальными элементами (называемыми «голограммами» Microsoft) так, что они, как предполагается, существуют вместе в общей среде.
В версии Windows 10 для компьютеров дополненной реальности (которые дополняют реальную физическую среду виртуальными элементами) «смешанная реальность Windows» имеет расширенную операционную среду, в которой может работать любое приложение универсальной платформы Windows.
Платформа также используется для шлемов виртуальной реальности, предназначенных для использования в Windows 10 Fall Creators Update, которые построены на спецификации, реализованной в рамках «смешанной реальности Windows», но не поддерживает голографический опыт.
В декабре 2023 года Microsoft объявила о прекращении поддержки Windows Mixed Reality и удалении платформы из будущих версий Windows.

## Товары

### Microsoft HoloLens
Первое устройство для Windows Mixed Reality, Microsoft HoloLens — гарнитура для смарт-очков, которая представляет собой беспроводной, автономный компьютер с Windows 10. Оно использует различные датчики, стереоскопический трехмерный оптический головной дисплей высокой четкости и пространственный звук, позволяющий приложениям дополненной реальности, с естественным пользовательским интерфейсом, с которым пользователь взаимодействует с помощью жестов, голоса и рук.. Имеющая кодовое имя «Project Baraboo», HoloLens разрабатывалась в течение 5 лет до её анонсирования в 2015 году, но была задумана ранее, как оригинальный шаг, сделанный в конце 2007 года для того, что стать технологической платформой Kinect.
Microsoft имела цель выпустить HoloLens «во временных интервалах Windows 10», с выпуском Microsoft HoloLens Development Edition, чтобы начать отправку 30 марта 2016 года, доступную по заявкам разработчикам в США и Канаде по цене 3000 долларов США. Несмотря на то, что Development Edition считается готовой для потребителей аппаратурой, по состоянию на февраль 2016 года Microsoft не установила временные рамки доступности HoloLens потребителям, а главный изобретатель HoloLens, Алекс Кипман ,заявил, что HoloLens, будет выпущена для потребителей только тогда, когда рынок будет готов для этого. Компании, такие как Samsung Electronics и Asus, проявили интерес к работе с Microsoft для производства своих продуктов смешанной реальности на базе HoloLens. Intel сделала прямого конкурента под названием «Project Alloy» с его системой под названием «Объединенная реальность», однако, он был отменен с 22 сентября 2017 года..

### Иммерсивные гарнитуры
В октябре 2016 года во время аппаратного события Microsoft объявила, что несколько OEM-производителей выпустили бы гарнитуры для виртуальной реальности для голографической платформы Windows, основанные на стандартных образцах Microsoft, что позволяет измерять размеры помещений виртуальной реальности без внешних датчиков или компонентов. В январе 2017 года прототипы были представлены на выставке Consumer Electronics Show для выпуска в года, а Microsoft позже объявила, что планирует выпустить комплекты для разработки таких гарнитур во время конференции для разработчиков игр. Эти устройства поддерживаются Windows 10 Creators Update. На конференции для разработчиков игр в 2017 году Microsoft заявила, что намерена поддерживать гарнитуры Windows Mixed Reality на Xbox One в 2018 году, в частности, отмечая возможности предстоящей аппаратной ревизии Xbox One X, но позже компания заявила, что она первоначально фокусировалась на платформах ПК, и что он хотела сосредоточиться на беспроводных решениях VR для консолей.
В октябре 2017 года Microsoft официально запустила Windows Mixed Reality и линейку сторонних гарнитур для использования с Windows 10 Creators Update (включая запуск линейки гарнитур от Acer, Dell, HP и Lenovo, а также будущие продукты от Asus и Samsung), официально именуемые «Иммерсивные гарнитуры Windows». В отличие от HoloLens, эти устройства совместимы только с программным обеспечением виртуальной реальности, но основная экосистема относится к Windows Mixed Reality независимо от опыта. Все иммерсивные гарнитуры оснащены встроенным отслеживанием движения и содержат камеры, которые могут использоваться для отслеживания карманных аксессуаров контроллера движения, которые могут быть в комплекте или дополнительными аксессуарами. Иммерсивные гарнитуры в настоящее время совместимы с программным обеспечением виртуальной реальности, полученным из Microsoft Store и программным обеспечением, использующим платформу виртуальной реальности Steam (например, HTC Vive). Microsoft классифицирует свои минимальные и рекомендуемые системные требования для Windows Mixed Reality как «Windows Mixed Reality PC» (60 кадров в секунду) и «Windows Mixed Reality Ultra PC» (90 кадров в секунду). Минимальные требования: ЦП Intel Core i5-7200U или лучше для ноутбуков, 8 ГБ оперативной памяти, Intel HD Graphics 620 или выше с поддержкой DirectX 12, порты USB 3.0, HDMI или DisplayPort, поддержка Bluetooth 4.0 для контроллеров. The Verge отмечает, что пользователям «не нужен игровой ПК высокого класса» для удовлетворения этих рекомендаций.